# Greeneothallus
Greeneothallus là một chi rêu trong họ Pallaviciniaceae.